# Повстання судетських німців

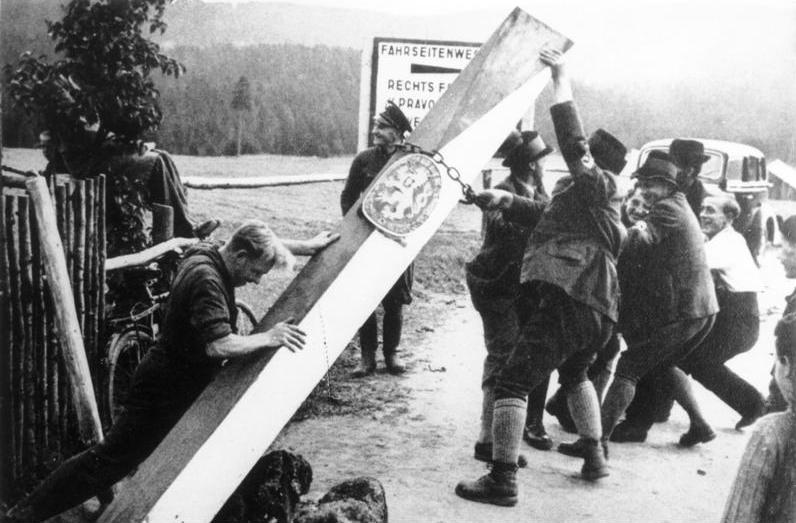
Судетські німці, ймовірно бойовики Судетсько-німецького фрайкору, руйнують прикордонні знаки на німецько-чеському кордоні, 19 вересня 1938 року.

Повстання судетських німців — озброєний виступ судетських німців проти чехословацької влади у вересні–жовтні 1938 року.
Ключову роль у повстанні відігравав Добровольчий корпус судетських німців, або Німецько-судетський легіон Конрада Генляйна, очільника Судето-німецької партії. Основну масу цього «ополчення» становили кримінальні та декласовані елементи. За вказівкою з Рейху, вони з кінця серпня 1938 року організовували масові безлади, а з 12 вересня 1938 року розпочали збройні напади на державні установи у Судетах. У відповідь 13 вересня чеський уряд запровадив воєнний стан і оголосив антитерористичну операцію у населених німцями районах. Після дводенних боїв заколот був придушений, Генляйн утік до Німеччини. У боях загинуло близько 200 путчистів, сотні були поранені, чимало заарештовано.
Подальші події добре відомі. 30 вересня 1938 року була підписана Мюнхенська угода між Німеччиною, Італією, Францією та Великою Британією (представників Чехословаччини на неї навіть не запросили). Чеський уряд прийняв умови угоди і почав виводити війська із Судетської області.
Всього за вересень 1938 бойовики Генляйна вчинили понад 200 терористичних актів, убили понад 100 людей, близько двох тисяч було викрадено та переправлено до Німеччини — здебільшого державних чиновників, офіцерів армії та жандармерії тощо.